# آسمون ریسمون
آسمون ریسمون (یا آسمون و ریسمون آن‌طور که در صفحهٔ داخلی کتاب آمده) کتابی‌ست طنز از ایرج پزشک‌زاد که اولین بار در ۱۳۴۲ منتشر شده و حاوی نوشته‌های هفتگی نویسنده در فاصلهٔ سال‌های ۱۳۳۴ تا ۱۳۳۹ در مجله فردوسی‌ست.

## فهرست
- بخش مائده‌های زمینی؛
- کتابخانهٔ آسمون و ریسمون؛
- بخش ابزار و لوازم فلزی؛
- بخش انشاء فارسی؛
- بخش معجزهٔ عیسوی؛
- بخش از مکافات عمل غافل مشو؛
- بخش آردر ماتیک؛
- بخش انحطاط؛
- کتابخانه؛
- اندر فواید شعر و شاعری؛
- کتابخانه؛
- بخش جور استاد به ز مهر پسر؛
- بخش درد ما را نیست درمان الغیاث؛
- بخش هنر نزد ایرانیان است و بس؛
- بخش شکرشکن شوند همه طوطیان هند؛
- بخش بهداشتی؛
- قسمت دوم؛
- صحنهٔ دوم؛
- کتابخانه؛
- تپهٔ ناموس؛
- کتابخانهٔ آسمون ریسمون؛
- بخش فرهنگی؛
- بخش ادبی؛
- بخش عشق هرگز نمی‌میرد؛
- بخش میهنی؛
- بخش آری به اتفاق جهان می‌توان گرفت؛
- بخش آردراماتیک؛
- کتابخانه؛
- کتابخانهٔ آسمون ریسمون؛
- بخش پند و اندرز؛
- بخش گنج‌کاوی؛
- بخش حرارت؛
- بخش لاف از سحن چو در توان زد؛
- بخش آگهی‌های تجاری؛
- کتابخانه؛
- بخش تبریکات؛
- کتابخانه؛
- کتابخانه؛
- کتابخانهٔ آسمون و ریسمون؛
- بخش مضار خمیدگی؛
- کتابخانهٔ آسمون و ریسمون؛
- بخش جغرافیایی.